# Walter Breuning
Walter Breuning (21 de setembro de 1896 – 14 de abril de 2011) foi um supercentenário americano. Breuning é o terceiro homem americano verificado mais velho e o quinto homem verificado mais velho do mundo.

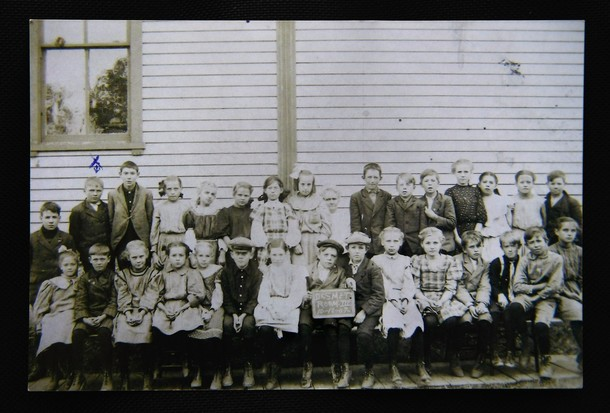
Walter Breuning na sétima série em outubro de 1907, segundo da esquerda, linha superior com "x" azul.

## Biografia
Walter Breuning nasceu em Melrose, Minnesota. Ele era o filho de John Breuning (1864–1915) e Cora Morehouse Breuning (1870–1917), e tinha dois irmãos e duas irmãs.  Em 1901, quando tinha 5 anos, sua família mudou-se para De Smet, Dakota do Sul , onde ele foi para a escola por nove anos até que sua família rompeu em 1910. Além de seus pais que morreram aos 50 e 46 anos, a longevidade corre na família de Breuning. Seus avós paternos e maternos viveram por 90 anos e seus irmãos viveram até os 78, 85, 91 e 100 anos. Sua única família sobrevivente é uma sobrinha e 3 sobrinhos agora em seus 80 anos, além de sobrinhos-netos e sobrinhas-netas.
Em 1910 com 14 anos, Breuning abandonou a escola e começou a raspar panelas de panificação por US$ 2,50 por semana. Breuning juntou-se a Great Northern Railway em 1913, trabalhando por mais de cinquenta anos. Durante seus primeiros anos, Breuning comentou que teria de se esconder do proprietário James J. Hill, já que Hill não queria empregados de ferrovias menores de 18 anos. Breuning trabalhou para a Great Northern Railway até os 66 anos, e era também um gerente e secretário para o clube local do Shriner até os 99 anos. Durante a Primeira Guerra Mundial, assinou para o serviço militar, mas nunca foi chamado. Quando a Segunda Guerra Mundial começou ele estava velho demais para servir. Ele se mudou para Montana em 1918, onde continuou trabalhando como funcionário da Great Northern Railway. Lá, ele conheceu Agnes Twokey, uma operadora de telégrafo de Butte. Ele foi casado com ela de 1922 até 1957. Eles não tinham filhos, e acreditava-se que Breuning nunca se casou novamente, como afirmou que "os segundos casamentos nunca funcionam, até os primeiros casamentos não funcionam hoje". No entanto, após sua morte, um certificado de casamento foi localizado, revelando que ele se com Margaret Vanest em 5 de outubro de 1958, ela morreu em 15 de janeiro de 1975.
Breuning era um maçom, e um membro de Great Falls Lodge No. 118, Great Falls, Montana, por mais de 85 anos. Ele teve o 33.º Grau do Rito Escocês.

## Anos posteriores
Breuning era um fumante de charuto ao longo da vida mas ele desistiu em 1999, quando ele tinha 103 anos, dizendo que eles se tornaram muito caros. No entanto aos 108 anos, ele rapidamente começou a fumar novamente, encorajado por presentes de charutos de tão longe como Londres. Breuning manteve uma memória afiada. Por exemplo, lembrou-se de seu avô falando sobre suas experiências na Guerra Civil Americana quando ele tinha três anos de idade, e lembrou-se do dia em que o presidente William McKinley foi baleado como o dia "Eu peguei meu primeiro corte de cabelo".
Em seu 110.º aniversário, em setembro de 2006, Breuning foi declarado o ferroviário aposentado vivo mais velho dos Estados Unidos. O governador de Montana, Brian Schweitzer e o prefeito de Great Falls participaram de sua comemoração.
Em seu aniversário de 112 anos, Breuning disse que o segredo para a longa vida está sendo ativo: "Se você mantiver sua mente ocupada e manter o seu corpo ocupado, você vai ser em torno de um longo tempo."

## Morte
Breuning morreu pacificamente em seu sono de causas naturais em um hospital de Great Falls às 15:30 em 14 de abril de 2011 aos 114 anos e 205 dias. Ele tinha sido hospitalizado desde o início do mês com uma doença não revelada. Na época de sua morte, ele era a terceira pessoa viva mais velha do mundo, e o homem vivo mais velho do mundo. Depois de sua morte, Jiroemon Kimura tornou-se o homem vivo mais velho do mundo, e ele mais tarde se tornaria o homem mais velho de sempre.